# HMY Victoria and Albert (1899)
Pour les autres navires du même nom, voir HMY Victoria and Albert.
Le HMY Victoria and Albert est un yacht royal de la Royal Navy.

## Histoire
La reine Victoria fait pression sur le Parlement pendant de nombreuses années pour un yacht plus moderne (le HMY Victoria et Albert date de 1855, et remporte cette dépense après avoir souligné que le tsar russe et le Kaiser allemand ont des yachts plus grands et plus modernes que la Grande-Bretagne.
Le yacht est lancé au chantier naval de Pembroke le 9 mai 1899 par la duchesse d'York. Il est achevé à l'été 1901, sept mois après la mort de la reine Victoria. Le coût total du navire était de 572 000 £, cinq septièmes du coût du cuirassé HMS Renown.
Le navire a un aspect désuet lors de son lancement, car la conception est conçue pour ressembler HMY Victoria et Albert de 1855, un bateau à roues à aubes. Contrairement aux yachts d'autres monarques de l'époque, le navire est purement un yacht, pas une combinaison de yacht et de navire de guerre. Un palan électrique est disponible de la salle de réception aux appartements royaux en-dessous, devenant ainsi le premier navire au monde à être équipé d'un ascenseur.
Lors de l'aménagement, le yacht a un poids supplémentaire important, y compris un lest en béton et même un grand cabestan traditionnel afin que la reine puisse se divertir en regardant les marins travailler. Ce poids supplémentaire s'avère être au-delà des paramètres de conception d'origine et entraîne le basculement du navire lorsque le quai est inondé, causant des dommages importants au navire. L'architecte William Henry White (en) est exonéré de toute responsabilité directe, mais perd confiance et démissionne de son poste de constructeur en chef peu de temps après.
Le Victoria and Albert est mis en service à Portsmouth le 23 juillet 1901 par le commodore Hedworth Lambton. Presque tout l'équipage du navire de 230 hommes de l'ancien HMY Victoria and Albert de 1855 est transféré sur le nouveau yacht, qui avec 100 hommes supplémentaires at un équipage total de 336.
Le roi Édouard VII et la reine Alexandra l'utilisent pour la première fois lors de la traversée de la Manche le 9 août 1901 pour assister aux funérailles en Allemagne de la sœur du roi, l'impératrice allemande Victoria, l'épouse de Frédéric III. Il est le siège du couple royal lors de la revue de la flotte tenue à Spithead le 16 août 1902 pour le couronnement du roi Édouard VII. Après la revue, le couple royal visite la côte ouest de l'Écosse et l'île de Man, avant que le Victoria and Albert n'emmène la reine Alexandra à Copenhague pour sa visite annuelle de l'automne. Fin 1902, il est amarré pendant plusieurs mois pour être équipé de mâts télescopiques. Le roi Édouard utilise ensuite le yacht pour des croisières d'été la plupart des années de son règne, visitant divers pays d'Europe.
Le Victoria and Albert sert les roi George V, Édouard VIII et George VI, et participe à deux revues de la flotte (en 1935 et la revue du couronnement de la flotte, 1937), mais est retiré après cette dernière et mis hors service en 1939. Il sert de navire de dépôt pendant la Seconde Guerre mondiale, de navire d'hébergement pour le HMS Excellent.
Bien qu'il y ait des plans pour la construction d'un nouveau yacht, ceux-ci sont suspendus en raison du déclenchement de la Seconde Guerre mondiale. En 1947, alors qu'il est amarré à Whale Island, son gardien est M. J.G. "Tom" Cox. Il est responsable de la prise en charge de son contenu, dont certains sont sélectionnés pour une utilisation éventuelle dans HMY Britannia. Finalement, le HMY Britannia remplace en 1954 le Victoria and Albert qui est démoli dans l'année.